# Bataille de Pontes Longi
Pour les articles homonymes, voir Pontes.
Guerres germano-romaines
La bataille de Pontes Longi a eu lieu en 15 après J.-C. entre les guerriers tribaux germaniques commandés par Arminius et les troupes romaines de  Aulus Caecina Severus. L'issue est considérée comme un succès défensif des Romains qui, malgré de lourdes pertes, ont réussi à échapper aux Teutons et à atteindre le Rhin. La bataille fait partie des campagnes germaniques (14 à 16 ap. J.-C.).

## Contexte
Après la destruction des trois légions de Publius Quinctilius Varus par Arminius en 9 après J.-C., les Romains ont mené une autre campagne sur le territoire germanique six ans plus tard.
Les troupes romaines sous Germanicus et le général Aulus Caecina Severus avancèrent sur l'ancien champ de bataille de la bataille de Teutobourg et enterrèrent les restes des morts. Ceci a été suivi d'une bataille entre les Romains et les Teutons menés par Arminius, dont l'issue selon Tacite était indécise. Cependant, l'hypothèse est que les Romains ont subi de très graves pertes ; en particulier leur cavalerie et leurs troupes auxiliaires semblent avoir été considérablement battues. Ce qui est certain, c'est que Germanicus s'est immédiatement retiré de la Germanie, bien qu'il ait apparemment prévu d'occuper une grande partie du pays, il a fait construire un tumulus sur le site de la bataille de Varus, que les Teutons ont à nouveau détruit après le siège d'un fort sur la Lippe.
Germanicus, qui à cette époque était à l'ouest de la Weser, s'est d'abord retiré vers l'Ems, puis a ramené 4 légions vers le Rhin inférieur par voie fluviale ou maritime. Il a subi de lourdes pertes à cause d'une tempête. Auparavant, il avait ordonné à Caecina, avec quatre légions, à savoir la 1re, la 5e, la 20e et la 21e (au total 28 000  à   30 000 hommes), de réparer une voie appelée « pontes longi » (longs ponts), qui avait été construite par les Romains vers l'an 1 de notre ère.
Il s'agit probablement d'un chemin de planches en bois à travers les basses terres marécageuses entre Xanten et Haltern ou Rheine. Raphaël v. Uslar a indiqué que les routes germaniques en planches n'étaient certainement pas adaptées au transport de diverses légions romaines, de sorte qu'il s'agissait plutôt d'une route en remblai. C'est-à-dire que Caecina ne s'est probablement pas déplacé sur une longue distance sur les pontes longi, mais devait réparer à un certain endroit une vieille route romaine.

## Bataille
Lorsque Caecina et ses troupes atteignirent la route isolée, ils furent entourés par les guerriers d'Arminius, qui étaient arrivés en bien plus grand nombre que prévu, de sorte que les Romains construisirent des routes dans les basses terres marécageuses tandis que les Teutons campaient sur les hauteurs boisées. Caecina a donc fait construire un camp, tandis que l'autre partie des troupes était occupée à se défendre des attaques des Teutons. Après des affrontements sanglants et de lourdes pertes, les Romains se retirèrent au camp le soir. En détournant les cours d'eau, les Teutons ont ensuite laissé couler l'eau depuis les hauteurs, ce qui a également détruit le barrage laborieusement construit. Le lendemain, les Romains abandonnèrent la construction de la route et continuèrent leur marche sur une pente sablonneuse, apparemment trop étroite pour permettre la « formation carrée » prévue, par laquelle le convoi devait être protégé par les 5e et 21e légions installées sur les flancs, tandis que la 20e constituait l'arrière-garde et la première avant-garde. Les légions sur les flancs quittèrent leurs positions et donnèrent aux Germains l'occasion d'attaquer les troupes. Au cours des combats, la 1re légion s'est distinguée. Cependant, le chemin menait dans un terrain marécageux ; les Romains ne pouvaient finalement se frayer un chemin vers le terrain sec que le soir au prix de fortes pertes, où ils installèrent un campement de fortune fortifié mais n'avaient presque plus de nourriture.
Tacite rapporte en détail le désespoir des Romains cette nuit-là, principalement pour louer le leadership du général Caecina qui, malgré tout, a maintenu les troupes soudées et a ainsi, contrairement à la prétendue incapacité de Varus, fournit un contre-exemple positif. Caecina aurait aussi mis sur pied une unité de cavalerie en prenant les chevaux des officiers et en les affectant à des soldats appropriés, en commençant par son propre cheval, ce qui semble confirmer que les Romains avaient déjà perdu toute leur cavalerie au cours de la première bataille plus au nord.
Au même moment, les Teutons ont tenu une réunion, au cours de laquelle l'oncle d'Arminius, Ingomerus suggère une attaque du camp romain alors qu'Arminius est partisan de la stratégie de harcèlement de l'armée ennemie en marche. Le lendemain, les Teutons ont attaqué le camp, mais ont subi des lourdes pertes. Caecina pouvait ainsi continuer sa retraite vers le Rhin sans être perturbé et conduire les restes de son armée jusqu'au camp principal de Xanten-Birten. Cependant, entre 10 000  et   15 000 hommes ont été perdus. Germanicus n'étant pas encore arrivé avec ses unités, c'est sa femme Agrippine qui a pris le commandement assurant l'accueil des soldats et en empêchant la démolition du pont du Rhin par la garnison, qui craignait une attaque des Teutons sur le pont. Ce comportement a irrité l'empereur Tibère contre son neveu Germanicus, car les généraux avaient été dominés par une simple femme.

## Localisation
Certains historiens anciens (Peter Kehne, Reinhard Wolters) affirment que les découvertes de la région de découverte de Kalkriese témoignent de la bataille de Pontes Longi. Cette opinion est soutenue par la faction critique la plus importante qui conteste Kalkriese comme étant le site de la bataille de Varus. La thèse est basée sur la possibilité que la division de l'armée germanique ait déjà eu lieu à l'est de l'Ems et que l'armée des quatre légions de Caecina engagée dans le goulot d'étranglement de Kalkriese ait été impliquée dans la bataille décrite en détail par Tacite.
De manière frappante, des restes d'une route en planches ont été trouvés près de Hunteburg, à 10 km du champ de bataille de Kalkriese, dont la destruction peut être dendrochronologiquement datée de l'an 15, soit l'année de la bataille de Pontes Longi. Des épées en bois et des bâtons avec des traces de combat ont été trouvés.
D'autres historiens, par contre, soutiennent que le site de la bataille se trouve au sud-ouest de l'Ems. La zone entre Münster et Coesfeld a été évoquée dans le passé. L'économiste hambourgeois Siegfried Schoppe suppose que la route entre Wiedenbrück et Lippstadt correspond à la route Pontes Longi.